# Carlo Ceresa
Pour les articles homonymes, voir Ceresa.
Carlo Ceresa (San Giovanni Bianco, 1609 - Bergame, 1679) est un peintre italien  du XVIIe siècle.

## Biographie
Carlo Ceresa naquit en 1609 à San Giovanni Bianco, un village de la valle Brembana dans la province de Bergame.
Fils d'Ambrogio et de Caterina Carrara, il eut une enfance difficile vécue dans des conditions d'extrême pauvreté. Son père natif de Cortenova arriva en Valsassina dans l'espoir d'y vivre dans de meilleures conditions en tant que cordonnier.
Carlo Ceresa eut, dès l'enfance, une forte attraction pour la peinture qui ne fut pas accompagnée par des études spécifiques. Dans une période où les académies de dessin étaient nombreuses et où les meilleurs éléments exerçaient en tant qu'apprentis auprès des ateliers d'artistes de renom, Carlo Ceresa par la pauvre condition économique familiale dut se contenter d'une formation d'autodidacte.
Vers l'âge de 20 ans, il commença à réaliser ses premières fresques dans les églises des villes limitrophes pour la grande satisfaction de ses clients.
À partir de ce moment il commença à fréquenter l'atelier de Daniele Crespi, un peintre milanais qui était son aîné de 11 ans, auprès duquel il assimila les techniques de la peinture, ce qui lui permit d'affiner son savoir-faire.
La peste de 1630 ayant provoqué la mort de son maître, il retourna dans son pays d'origine où il recommença à travailler dans les églises et sanctuaires locaux.
Les sujets peints traitaient essentiellement de thèmes religieux et lui-même était un grand adepte de la foi. Ses œuvres, très expressives, le conduisirent naturellement à la réalisation de nombreux portraits.

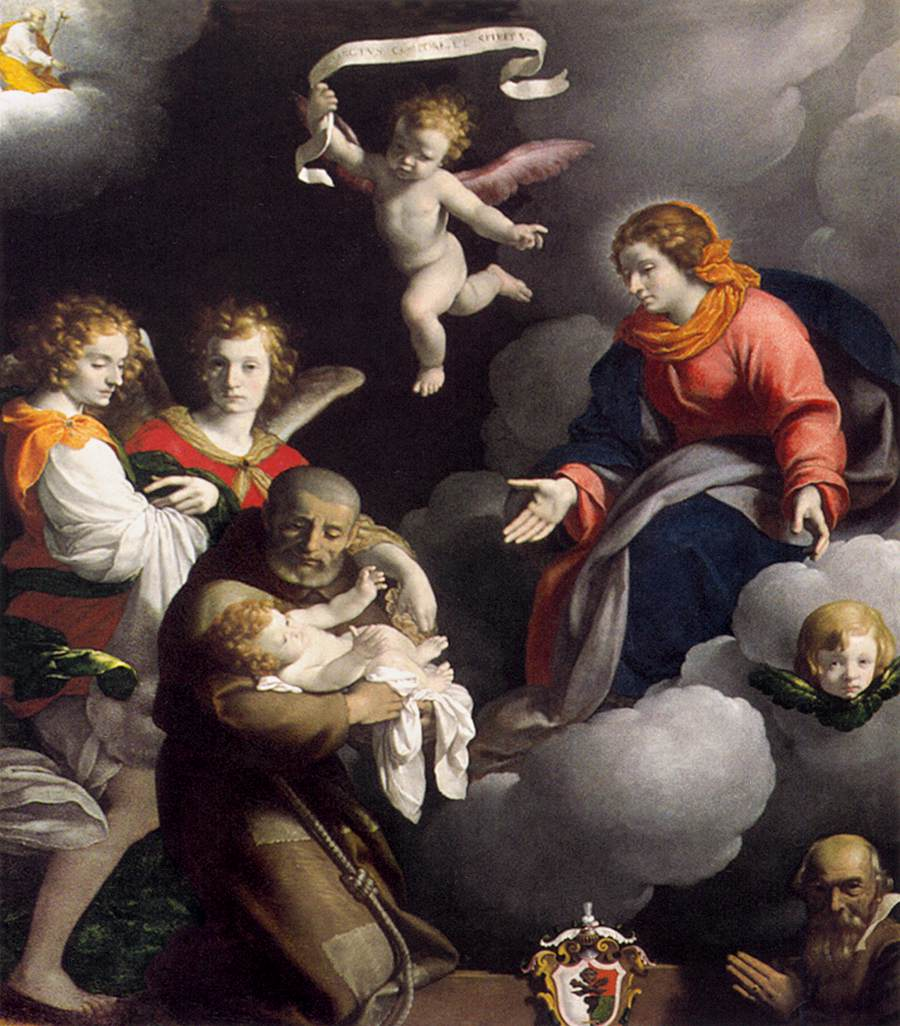
Vision de St Félix
1644, Nese

Pendant ces années, il épousa Caterina Zignoni issue d'une famille fortunée de la région. Ils emménagèrent dans la frazione de Grabbia. Ils occupèrent une maison appartenant au père de la mariée, à proximité de la famille de son épouse. Cette situation modifia radicalement la vie du peintre. Ayant acquis une sécurité affective et financière, il put se concentrer sur son activité artistique.
De cette union naquirent au moins 11 enfants. Giuseppe et Antonio suivirent les traces du père en tant que peintres. Deux autres, Giovanni Battista et Francesco, s'orientèrent vers une carrière ecclésiastique, tandis que Sebastiano devint notaire, Francesca mourut à seulement 27 ans, tandis que cinq autres moururent dès l'enfance. Tous ces deuils touchèrent l'artiste qui, dans de nombreuses peintures, aimait personnifier ses enfants dans les nombreux anges qu'il peignait. Il faisait la même chose lors de la peinture de la Vierge, souvent représentée avec le visage de sa propre épouse Caterina.
Carlo Ceresa était une personne simple respectant les échéances et la parole donnée. En aucun cas il ne débutait un travail s'il n'avait pas achevé le précédent.
Une forte offre de travail l'obligea à déménager à Bergame dans la paroisse de San Alessandro della Croce.
C'est là qu'il mourut au début de l'année 1679, laissant un fort héritage à ses enfants et à son épouse, laquelle ne lui survécut que quelques mois.

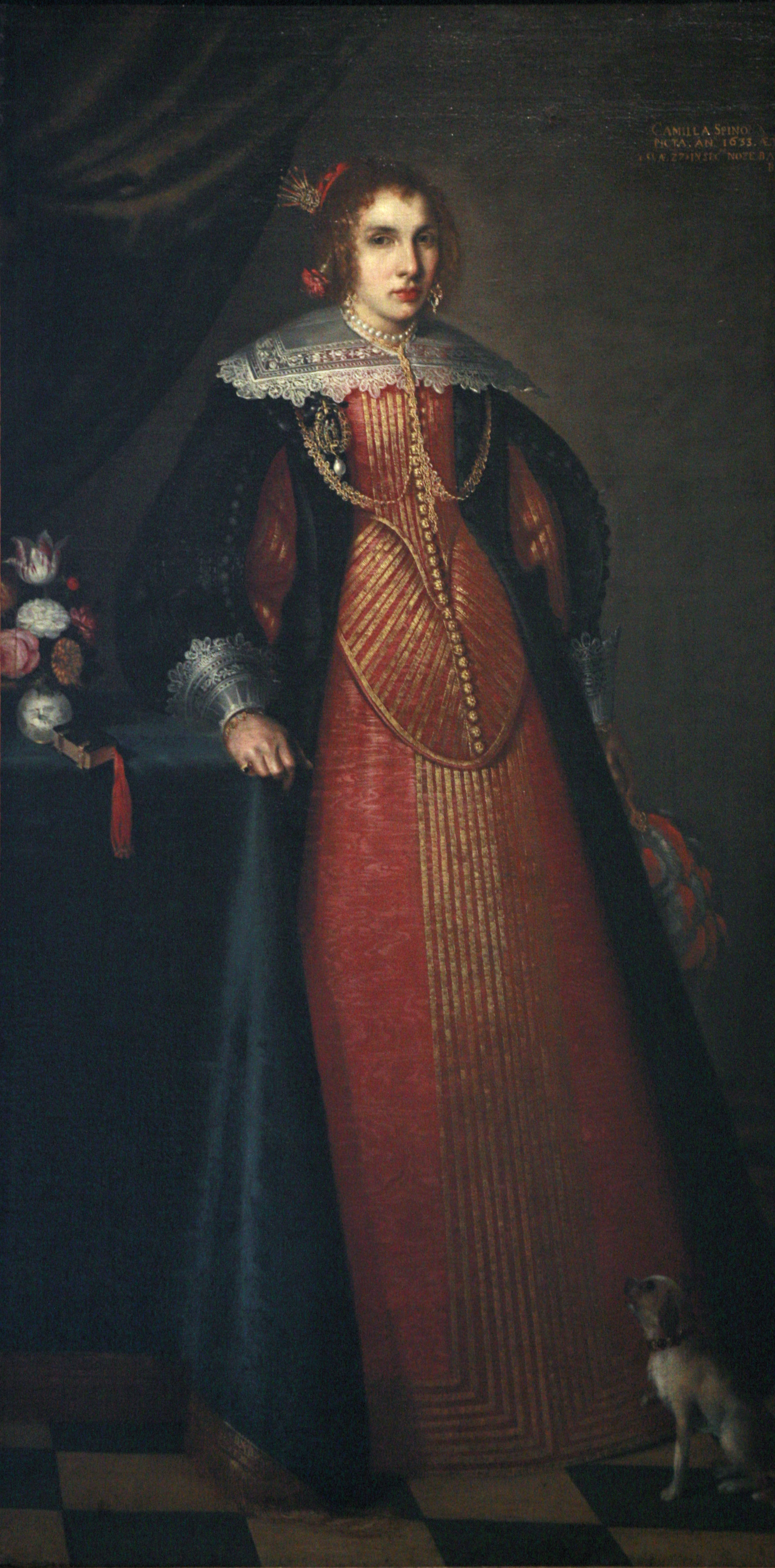
Camilla Spinola, v. 1633
Strasbourg

## Œuvres
- Vierge de douleur (Addolorata) (1629), Fuipiano al Brembo (une frazione de San Giovanni Bianco)
- Portrait de Margherita Braxi Becoli (1632), huile sur toile, 108 × 78 cm, galerie du palais Mozzi Bardini, Florence[1]
- Portrait de Camilla Spinola (v. 1633), huile sur toile, musée des Beaux-Arts de Strasbourg
- Jeune marquise avec une branche d'oranger (1633-1635), collection privée, Bergame[1]
- Anna Maria Belli Fenaroli avec ses deux filles (1638)[2]
- Portrait d'un vieux gentilhomme (1638-1639), huile sur toile, 99 × 82 cm, Fondation de l'école d'histoire de l'art Roberto Longhi
- Vierge en Gloire, église paroissiale, San Giovanni Bianco.
- Crucifixion (1641), Mapello
- La Vision de saint Félix de Cantalice (1644), huile sur toile, 250 × 200 cm, église Saint Georges Martyre, Nese
- Saint Antoine et l'Enfant Jésus, église San Giovanni Apostolo, Villa d'Ogna, Bergame.
- Saint Vincent (1645), cathédrale de Bergame
- Bernardo Gritti, Préfet de Bergame (1646), huile sur toile, 114 × 100 cm, Rijksmuseum, Amsterdam
- Portrait du chevalier Pesenti (1650), collection particulière, Bergame[3]
- Portrait de moine (1650-1653), huile sur toile, 142 × 127 cm, Académie Carrara, Bergame
- San Narno Vescovo, église San Giovanni Apostolo, Villa d'Ogna, Bergame.
- Portrait d'une dame de plain-pied avec une robe de brocard et une collerette, la main posée sur une chaise,
- Portrait de gentilhomme en costume militaire,
- Jeune dame montrant une perle, collection Castello Sforzesco[1]
- Un Homme avec un enfant, huile sur toile, 93 × 84 cm, musée d'art d'Auckland
- Portrait d'un garçon, huile, musée des beaux-arts de Chambéry

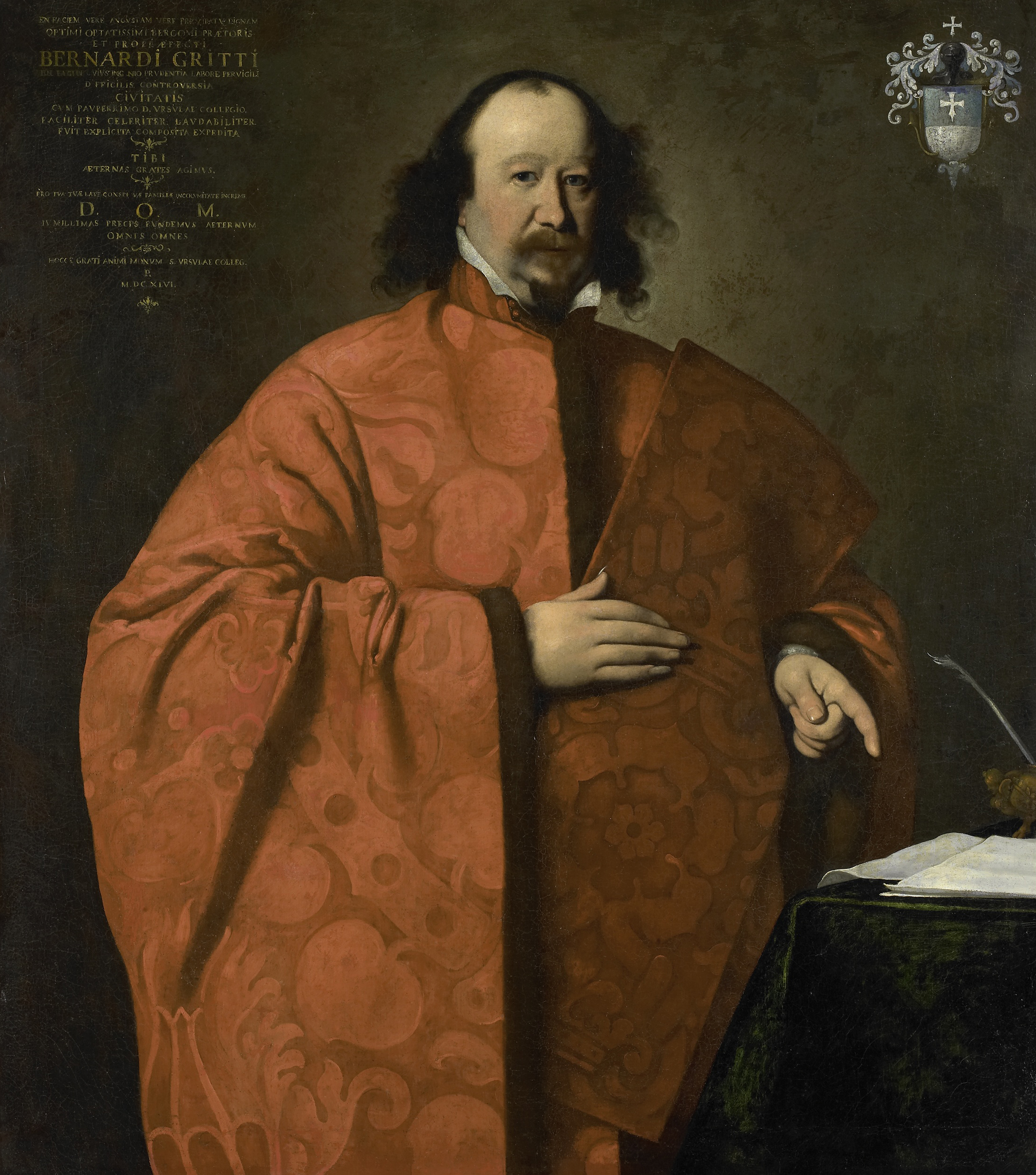
Bernardo Gritti, 1646 Rijksmuseum
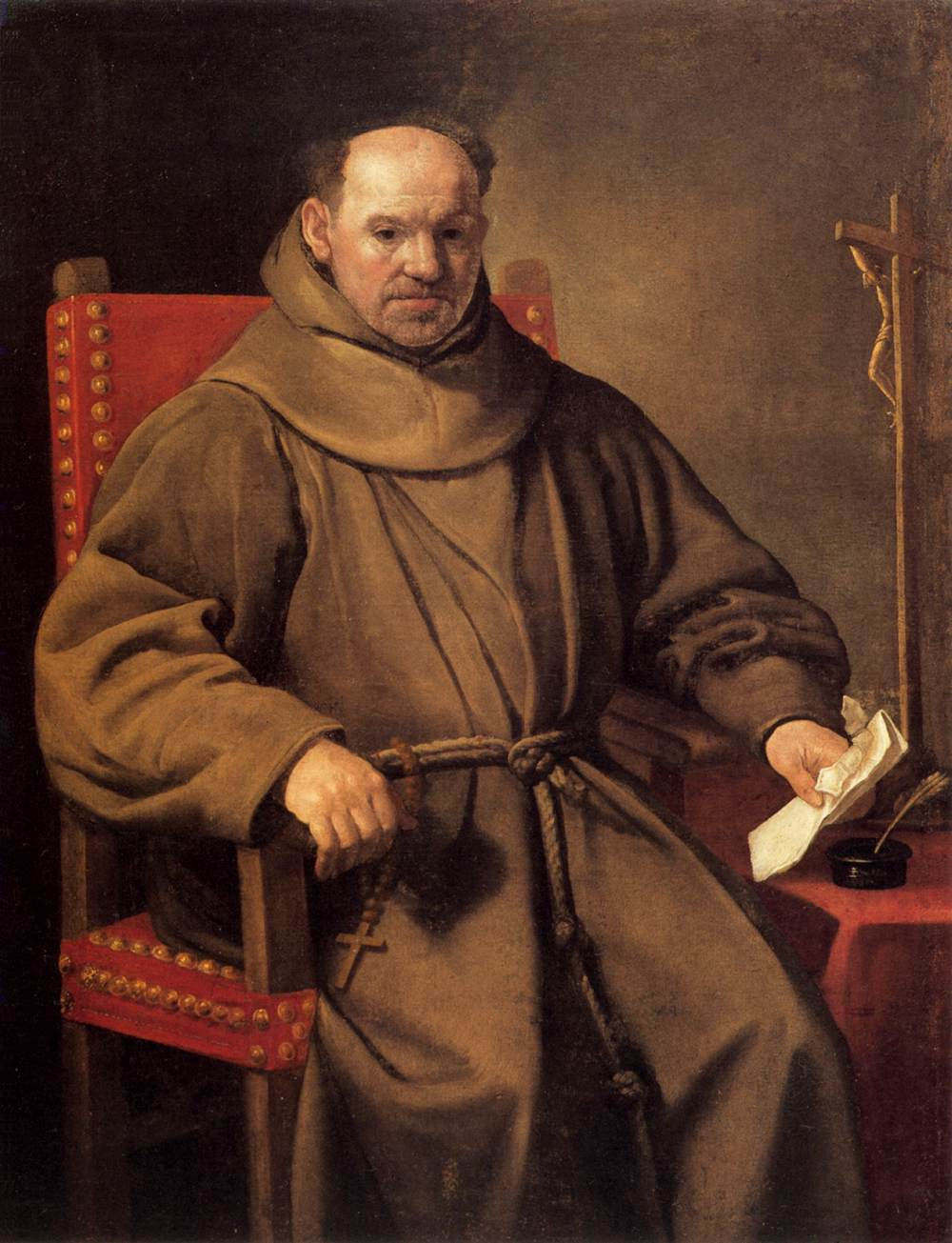
Portrait d'un moine, 1650-1653 Académie Carrara
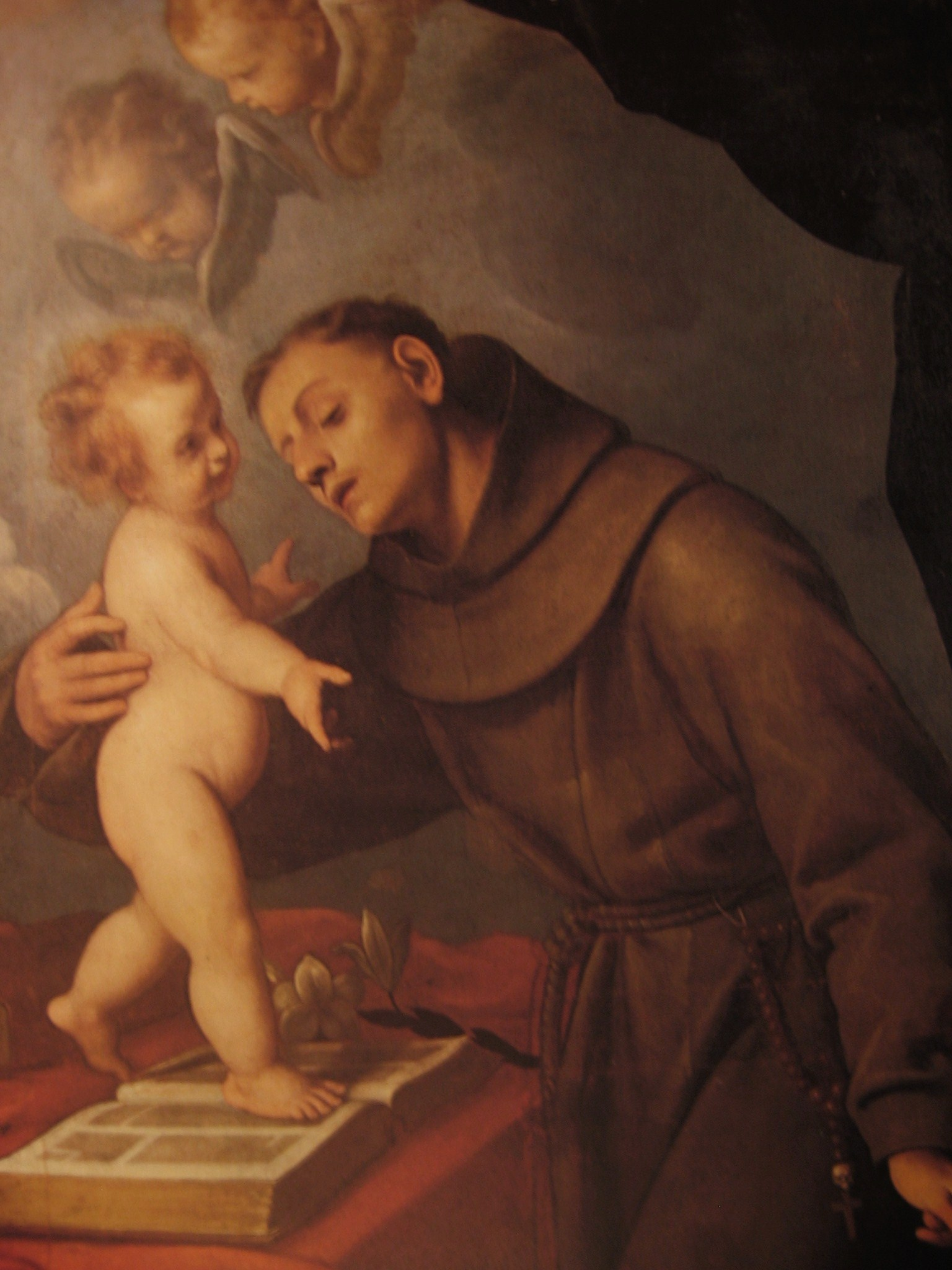
St Antoine et l'Enfant Villa d'Ogna, Bergame
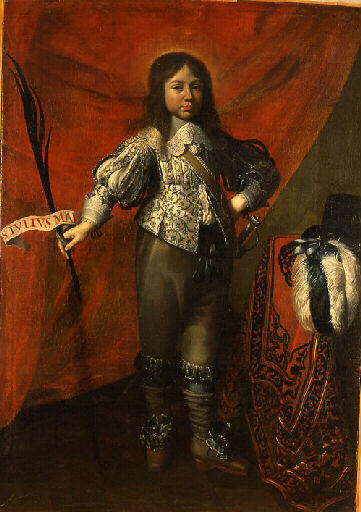
Portrait d'un garçon Musée de Chambéry